# Upp igen
Upp igen är ett musikalbum av Robert Broberg som släpptes 1983. Albumet består av låtar från hans enmansshow "Robert Broberg dyker upp igen!". Albumet saknar låten "Dansa med dig" som ingick i showen. 

## Återvändandet
Broberg lämnade Sverige 1976 och bosatte sig Kalifornien och senare New York där han bildade bandet Zero, vilket även var hans artistnamn under några år. Upp igen markerar hans återvändande till Sverige i början av 80-talet.

## Låtlista
1. Lockrop 1
2. Upp igen!
3. Ska man förändra världen
4. Det är inget särskilt med mej - usch!
5. Likbil
6. Jag hoppar ut genom fönstret
7. Bredaschlade tanter
8. Barhopping eller Tårar på min kudde
9. Här i min skrivmaskin
10. Amor vincit omnia
11. Dansa! Dansa! Dansa! Dansa!
12. Extranummer
13. Lockrop 2
14. Beachparty
15. Det står skrivet i sanden